# 新宮町立新宮中学校
新宮町立新宮中学校（しんぐうちょうりつ しんぐうちゅうがっこう、英語: Shingu junior high school）は、福岡県糟屋郡新宮町にある公立中学校である。

## 校訓
自主・創造・敬愛

## 概要
1947年に新宮村外1ヶ村学校組合立新宮中学校として開校。現在は495号線沿いに位置し、校舎周辺にはJR新宮中央駅などがあり、交通の便が良い。
校風は、少々厳格であり、学期に一度、始業式で『服装頭髪検査（風紀点検）』が行われる。

## 沿革[1]
- 1947年（昭和22年）4月 - 新宮村外1ヶ村学校組合立新宮中学校として創立。
- 1948年（昭和23年）3月 - 校舎（木造・425坪）竣工、校地は800坪。
- 1954年（昭和29年）10月 - 校旗および校歌を制定。
- 1955年（昭和30年）4月 - 新宮町と立花村の町村合併により、新宮町立新宮中学校に改称。
- 1962年（昭和37年）1月 - 本館として鉄筋コンクリート2階建て校舎（262坪）を建設。
- 1970年（昭和45年）3月 - 町立体育館（旧体育館）竣工。
- 1981年（昭和56年）3月 - 第1期校舎増築工事竣工。
- 1985年（昭和60年）4月 - 新体育館竣工。
- 1988年（昭和63年）11月 - 糟屋郡地教委連絡協議会より研究指定、「どの子も生かす教科指導の研究」発表会を開催。
- 1990年（平成2年）11月 - 文部省より武道推進研究校（3ヶ年）として指定され、「剣道の楽しさを味わう効果的指導法の研究」発表。
- 1994年（平成6年）3月 - 第3期校舎増築（鉄筋コンクリート4階建）竣工。「あずまや」の寄贈を受ける。
- 1994年度（平成6年度） - 福岡県教育委員会より研究指定・委嘱を受ける。
- 1995年（平成7年）3月 - 柔道場竣工。
- 1995年度（平成7年度） - 糟屋郡地教委連絡協議会より研究指定を受ける。
- 1996年（平成8年）11月 - 「進路の自己決定能力を身につける学級活動のあり方の研究」発表。
- 1997年（平成9年）
  - 8月 - 男子バスケットボール部が福岡県大会優勝、九州大会出場。
  - 11月 - 創立50周年記念式典開催。
- 1999年（平成11年）8月 - 男子バスケットボール部が全国大会（福井県）に出場。道徳に関する研究発表も実施。
- 2003年（平成15年）12月 - 技術研究部がロボコン全国大会（東京）に出場。
- 2004年（平成16年）8月 - 男子バスケットボール部が九州大会（鹿児島県）に出場。
- 2005年（平成17年）3月 - 福岡西方沖地震により、管理棟が立入禁止に。
- 2006年（平成18年）7月 - 管理棟の建て替え工事を開始。
- 2007年（平成19年）
  - 4月 - 糟屋地区市町教育委員会連絡協議会より研究指定（発表は平成21年度）。
  - 8月 - 4階建ての新管理棟（職員室・図書館・保健室・事務室等）完成。
  - 10月 - 校長室・会議室・こころの教室を改装。
- 2009年（平成21年）10月 - 「基礎・基本の定着を図る『わかる授業』の創造」発表。
- 2012年（平成24年）
  - 2月 - 第12回環境美化教育優良校等表彰事業にて優秀校として表彰。「白砂青松タイムアクションプラン」による。
  - 9月 - 糟屋地区市町教育委員会連絡協議会研究指定校および糟屋地区人権・同和教育実践交流会研究協力校に。

「自ら伸びる生徒を育てる教科授業の創造～互恵関係のある『学びの共同活動』をとおして～」をテーマに発表。
- 2014年（平成26年）
  - 3月 - 男子ソフトテニス部が全国大会（三重県）に出場。
  - 8月 - 男子ソフトテニス部が九州大会（大分県）に出場。
- 2016年（平成28年）3月 - プレハブ校舎「美館」完成。
- 2016年度（平成28年度）〜2018年度（平成30年度） - 福岡県重点課題研究指定・委嘱事業校となる。
- 2017年（平成29年）
  - 3月 - 男子バレーボール部が九州大会で優勝。
  - 12月 - 新生徒昇降口竣工。
- 2018年（平成30年）
  - 1月 - 福岡県とびうめ教育賞「学校賞」を受賞。
  - 5月 - 被服室の増築が竣工。
- 2019年（平成31年/令和元年）4月 - 生徒数の増加に伴い、新設校「新宮東中学校」が開校。これにより、新宮町内の中学校は新宮中学校と新宮東中学校の2校体制となる。

## 象徴

### 校歌
作詞：安武文夫、作曲：芹川協一、補訂：倉野憲司による。
近隣の小学校・高校同様、歌詞に「立花山」「玄界灘」が含まれており、新宮町の特色を表している。

### 部活動
運動部
- 野球部
- サッカー部
- 陸上部
- 男子テニス部
- 女子テニス部
- 卓球部
- 男子バレーボール部
- 女子バレーボール部
- 男子バスケットボール部
- 女子バスケットボール部
- 水泳部
- 柔道部
- 剣道部
- バドミントン同好会

文化部
- 吹奏楽部
- 美術部
- （演劇部）
- 放送部
- （技術研究部）
- 家庭科部
- ガーデニング部

※技術研究部は2011年7月をもって廃部。
※演劇部も廃止となっている。
※家庭科部は2015年度より、ガーデニング部は2016年度より。

## 学校行事
体育会・合唱コンクール・砂の芸術を三大行事としている。

### 体育会
赤ブロック・黄ブロック・青ブロック・緑ブロックにわかれて競い合う。体育会前には、集合の遅刻・服装の乱れ・教室の戸締りなどで、プロセス点があり、違反があるごとに点数が引かれていく。最終的に残った点数は、競技点に加算される。
2016年度より、今までに行われていた男子の組体操と女子のダンスを廃止。その代わりに美しさを競う集団体操（ラジオ体操）、町の音頭である新宮音頭が種目となった。

### 合唱コンクール
1日目に、各学年ごとに近隣の公共施設そぴあしんぐうで学級対抗の合唱コンクールが行われる。音楽科教師をはじめとする3、4名ほどの音楽関係者が審査員。最後に各学年ごとで金、銀、銅賞、そして最優秀指揮者賞が発表される。
数日後には体育館にてブロック対抗の合唱コンクールが行われる。これは、金、銀賞のみの発表となる。

### 砂の芸術
新宮町が町の自慢としている「新宮浜」で、年に1度、砂を使って芸術作品を作成し、その作品を保護者や先生の評価により、どのクラスが一番上手に創作できているかを競い合う、30年以上続いている新宮中学校の伝統行事である。砂像は各学年ごとにテーマが決められている。
2010年までは5月に行われていたが、体育会の練習などと重なったことや、砂の芸術により力を注ぐことができるように、2011年度からは9月に行われるようになった。
2016年度は6月に開催された。また、その年からは体育会と同様、ブロック対抗でも行われた。こちらはクラス対抗とは違い、2段の塔を作り、高さと表面の美しさを競い合う。翌年2017年度も6月に開催。しかし、2016年度と異なり、ブロック対抗は塔を作るのではなく、半球を作り、デザインや大きさなどを競いあった。
なお、2019年度は再び9月に行われた。

## 著名な出身者
- 石津大介（サッカー選手） - アビスパ福岡
- 鈴木惇（サッカー選手） - アビスパ福岡
- YUI（シンガーソングライター） - FLOWER FLOWER